# Urban eXperiment
Urban eXperiment (česky Městský pokus), či jen zkráceně UX je sdružení francouzských nelegálních skupin působících v Paříži. Jejich členové si dali za úkol využívat opuštěné a zanedbané kulturní statky, o které se městská rada nestará nebo jen v nedostatečné míře. Tyto skupiny se objevily na přelomu 70. a 80. let v Latinské čtvrti. Původně byly složeny převážně z vysokoškoláků z okolí, ale rychle se přidávaly i osoby z jiných prostředí. Myšlenka pochází původně z Velké Británie, a proto je označení anglické.

## Historie
Prvními akcemi bylo zpřístupnění opuštěných míst pořádáním různých nevýdělečných kulturních podniků, jako divadelní představení, filmové festivaly, koncerty, případně projekty obnovy částí zapomenutého kulturního dědictví.
Tyto akce zůstaly utajeny více než dvacet let především díky permanentní dezinformační kampani UX. Jedinou skupinou známou od roku 1983 byli tzv. cataphiles (katafilové, neboli milovníci katakomb), kteří prozkoumávali veřejnosti nepřístupné podzemní prostory v pařížských katakombách a bývalých kamenolomech a organizovali zde utajované prohlídky.
Ale v srpnu 2004 díky anonymnímu udání policie objevila utajenou promítací místnost používanou ilegální skupinou La Mexicaine De Perforation, která se v rámci UX zabývala uměleckými událostmi. Tím byly potvrzeny do té doby pouhé neověřené zvěsti o existenci takovéto skupiny. Policejní prefekt učinil 3. srpna prohlášení k tisku a následně vyšlo mnoho článků jak ve Francii (RTL, Le Parisien, Libération, Canal+ aj.), tak i v zahraničí (Herald Tribune, BBC, San Francisco Chronicle, El Sol De Zacatecas, Stuttgarter Zeitung apod.). Články však vycházely výhradně z tiskového prohlášení a novináři neobjevili žádné další doplňující informace.
O tři roky později vyšla nová série článků, když byla odhalena další skupina UX – Untergunther (Le Monde, San Francisco Chronicle, The Guardian), která byla souzena u 29. senátu pařížského trestního soudu za nelegální restaurování hodin na Pantheonu. Její členové nerozvážně navrhli správci památníku, že předvedou bezchybný chod hodin. Centrum národních památek na ně okamžitě podalo žalobu, kterou ale soud 23. listopadu 2007 zamítl s odůvodněním, že zločin „nelegální restaurování orloje“ není uveden v trestním zákoníku.

## Skupiny
Z deseti skupin jsou blíže známy dvě. Členové Untergunther se zabývají nelegálním restaurováním opuštěných částí kulturního dědictví. Jejich aktivity jsou omezeny na území města Paříže. Mezi členy se nacházejí rovněž architekti a historici. Během let zrenovovali např. 100 let starý opuštěný vládní bunkr nebo kryptu z 12. století. Nejslavnější akcí se stalo zprovoznění hodin na národním památníku Pantheon, které byly 40 let mimo provoz. V listopadu 2005 se aktivisté vloupali do Pantheonu, aby opravili hodinový stroj z roku 1850. Opatřili si klíče a po nocích s pomocí profesionálního hodináře Jeana Baptisty Viota, který musel vyrobit množství náhradních dílů, se jim po 300 hodinách prací s nákladem cca 4000 euro podařilo opět zprovoznit mechanismus. Hodinář Viot vyčíslil hodnotu své práce na 13 000 euro. V říjnu 2007 byl o dokončení akce informován Bernard Jeannot, správce památníku a zástupce ředitele Centra národních památek, který na aktivisty podal žalobu. Aby byla zachována anonymita účastníků, uvolil se Lazar Kunstmann vystupovat jako jejich zástupce, který je tak jediným známým členem UX.
La Mexicaine De Perforation organizuje nelegální kulturní akce, především filmová představení pořádaná v opuštěných prostorech, např. bývalých stanicích metra. Veřejnosti je známa od 24. srpna 2004, kdy policie objevila ve starých lomech pod Palais de Chaillot utajený komplex o rozloze asi 300 m2 obsahující promítací sál. Při druhé návštěvě již policie nalezla prostory zcela vyklizené s nápisem Ne cherchez pas (Nehledejte).